# Дейвис (Калифорния)
Де́йвис (англ. Davis) — город в штате Калифорния, США, округ Йоло.
Самый большой город в округе Йоло, и 122-й по величине в штате Калифорния. Известен своим университетом. В 2006 году город занимал второе место среди наиболее образованных городов (в пересчёте на процент жителей с высшим образованием) в США.

## История
Город возник у железнодорожной станции Southern Pacific Railroad, построенной в 1868 году. Первоначальное название — «Дейвисвилл» (англ. Davisvill) по имени Джерома К. Дейвиса, видного местного фермера. Местный почтамт сократил название до простого «Дейвис» в 1907 году. Название прижилось, и город Дейвис был включен в реестр городов 28 марта 1917 года.
В 1905 году губернатор Калифорнии Джордж Парди выбрал Дейвис из 50 других мест для размещения университета.

## Климат
| Показатель                    | Янв. | Фев. | Март | Апр. | Май  | Июнь | Июль | Авг. | Сен. | Окт. | Нояб. | Дек. | Год   |
| ----------------------------- | ---- | ---- | ---- | ---- | ---- | ---- | ---- | ---- | ---- | ---- | ----- | ---- | ----- |
| Средний суточный максимум, °C | 12   | 16   | 19   | 23   | 27   | 32   | 34   | 34   | 32   | 26   | 18    | 12   | 23,8  |
| Средний суточный минимум, °C  | 3    | 5    | 7    | 8    | 11   | 13   | 14   | 13   | 12   | 9    | 6     | 3    | 8,7   |
| Норма осадков, мм             | 99,6 | 98,3 | 70,4 | 29,7 | 14,2 | 5,1  | 0    | 1,3  | 6,6  | 22,9 | 59,9  | 89,9 | 497,8 |